# Immanuel Winkler
Immanuel Winkler (getauft: Adolf Immanuel Mathäus Winkler; * 3. Juni 1886 in Sarata, Bessarabien; † 18. Juni 1932 in Winnipeg, Kanada) war Pastor in Hoffnungstal und Autor deutscher Abstammung. Während des Ersten Weltkrieges setzte sich Immanuel Winkler für die Durchsetzung der Rechte der Deutschen in Russland ein.

## Leben
Immanuel Winkler wurde als erstes von dreizehn Kindern im Dorf Sarata geboren. Seine Eltern, bessarabiendeutsche Bauern, waren Matthäus Winkler und seine Ehefrau Elisabeth Katharina, geb. Schwarzmann. Immanuel Winklers Urgroßeltern aus Haunsheim und Gundremmingen waren Anhänger des katholischen Pfarrers Ignaz Lindl, ein Verfechter der Allgäuer Erweckungsbewegung, und wanderten 1822 aus Religionsgründen nach Bessarabien aus.
Von 1899 bis 1902 besuchte Immanuel Winkler die Schule in Sarata, bis 1904 das Gymnasium in Nowgorod, von 1904 bis 1909 studierte er Theologie an der Kaiserlichen Universität Dorpat, wurde am 6. November 1911 in Hoffnungstal ordiniert und war dann bis 1918 Pastor in Hoffnungstal und Vikar in Kassel (heute Welykokomariwka/Великокомарівка); beide Orte im Bezirk Glückstal bei Odessa.
1915, während des Ersten Weltkrieges, wurde der junge Pastor Immanuel Winkler als Feldgeistlicher einberufen, wurde aber nach einem halben Jahr wieder nach Hause geschickt, weil er aus seiner deutschen Gesinnung keinen Hehl machte.
Ungefähr ein Jahr später bekam er wegen seiner „germanophilen Gesinnung“ den Ausweisungsbefehl. Binnen 48 Stunden sollte er Hoffnungstal verlassen und 100 Kilometer ostwärts ziehen. Durch die Fürsprache eines hohen Beamten in Odessa wurde der Ausweisungsbefehl rückgängig gemacht, doch einige Monate später, kurz nach seiner Hochzeit mit Felicia Henriette von Holmblad (Tochter des Wirklichen Staatsrates Franz-Julius von Holmblad), bekam er wieder einen Ausweisungsbefehl und dieses Mal musste er dann fort, 1500 Kilometer östlicher, nach Saratow, wo er sich mit anderen, meist baltischen Pastoren, in der Stadt aufhielt; durfte dann aber 1917 nach Charkow umsiedeln, wo sein ältester Sohn Bernhard zur Welt kam.
Die Februarrevolution 1917 mit dem Sturz der Zarenregierung und die danach erfolgte Proklamation der Bürgerrechte für alle Einwohner des Russischen Reiches im März 1917 weckten bei der deutschen Bevölkerung Russlands Hoffnungen auf eine Besserung ihrer Lage. Unter einer Besserung der Lage verstand sie allgemein die Rücknahme der Liquidationsgesetze von 1915 und eine gerechte Entschädigung für Schäden und Verluste, die dadurch entstanden waren, Zulassung der deutschen Sprache als Amts- und Unterrichtssprache und Autonomie oder Minderheitenrechte im neu zu schaffenden russischen Staat.
Die Unzufriedenheit mit den Maßnahmen der Regierung weckte in allen Schichten das Gefühl der Zusammengehörigkeit und förderte den Willen zu gemeinsamem Handeln. Aus den staatlichen Maßnahmen des Jahres 1915 hatten die deutschen Kolonisten die Erkenntnis gewonnen, dass mit einer angemessenen, konsequenten Vertretung der Interessen der Kolonisten durch existierende politische Parteien nicht zu rechnen war. Das Wirken der deutschen Dumaabgeordneten und Karl Lindemanns sowie die Erfahrungen mit der Vereinstätigkeit nach 1905 haben wesentlich dazu beigetragen, dass die Kolonisten sehr bald nach der Machtübernahme durch die Provisorische Regierung sich zu organisieren begannen. Es kam überall zu Versammlungen. So auch in Odessa, wo es am 18. März 1917 zu einem provisorischen Organisationskomitee und am 28. März zu einem „Allrussischen Bund russischer Deutscher“ kam. Das Odessaer Komitee entsandte mehrere „Agitatoren“, die in größeren Orten Versammlungen durchführen und die Gründung von Ortskomitees vorantreiben sollten.

## Politischer Werdegang

### Die Kronkolonie Krim-Taurien
Während sich Johannes Schleuning, Vertreter der Wolgakolonisten, für den Schutz des Deutschen Reiches und das Recht auf eine Rückwanderung nach Deutschland einsetzte, setzte sich Pastor Immanuel Winkler, in der Zwischenzeit Vorsitzender des Zentralkomitees des „Allrussischen Verbandes russischer Bürger deutscher Nationalität“ in Odessa für die Schaffung einer Kronkolonie Krim-Taurien, in der alle Kolonisten Südrusslands (Südukraine, Bessarabien, Krim) unter dem Schutz des Deutschen Reiches anzusiedeln waren, ein. Außerdem forderte Winkler für die Kolonisten die Aufnahme in den Reichsverband, d. h. die Verleihung der Staatsangehörigkeit des Deutschen Reiches.
Diesen Plan stellte Winkler dem Siedlungspolitiker und ehemaligen Staatssekretär Friedrich von Lindequist, dem Ersten Generalquartiermeister der Obersten Heeresleitung (OHL) Erich Ludendorff und Regierungsvertretern in Berlin (März 1918) vor. Die Krim sollte ein permanent besetzter Kolonialstaat mit deutscher Besiedlung werden, als Flottenstützpunkt wichtig für den deutschen Einfluss im Kaukasus und Mittleren Osten. Der Plan wurde in Deutschland nach anfänglichem Interesse auf dem Kronrat zu Spa mit der Begründung, dass die Krim im Kriegsfall nicht gehalten werden könnte, am 2. Juli 1918 abgelehnt.
Ebenfalls ohne Erfolg blieben Winklers Bemühungen um eine massenweise Einbürgerung der Kolonisten, denn die deutsche Staatsbürgerschaft wurde nur individuell und bestimmten Kategorien von Personen erteilt, die sich in den Dienst des Deutschen Reiches stellten (Rekruten für die Reichswehr und ihre nächsten Familienangehörigen). Nach dem Zusammenbruch des Deutschen Reiches im November 1918 und dem Abzug der deutschen und österreichischen Truppen gaben auch die Vertreter der Russlanddeutschen ihre Pläne endgültig auf.
Nun verwischen sich die Spuren von Imanuel Winkler. Wahrscheinlich floh er nach dem Abzug der deutschen und österreichischen Truppen nach Deutschland, wo 1920 seine Tochter Irene und sein zweiter Sohn Gerhard in Frankfurt (Oder) zur Welt kamen. Im Juli 1927 emigrierte er mit seiner Familie nach Kanada, wo er sich am 18. Juni 1932 in Winnipeg, Manitoba das Leben nahm.

## Werke
- Kalender für die deutschen Kolonisten in Russland: auf das Jahr: 1918, Petrograd, 1917, 128 S.
- Hauskalender für die deutschen Kolonisten in Rußland auf das Jahr: 1919, Stuttgart, Stähle & Friede, 1918